# Belcher Bay
Belcher Bay (kinesiska: 卑路乍湾, 卑路乍灣) är en vik i Hongkong (Kina). Den ligger i den centrala delen av Hongkong.